# 第63回ブルーリボン賞 (鉄道)

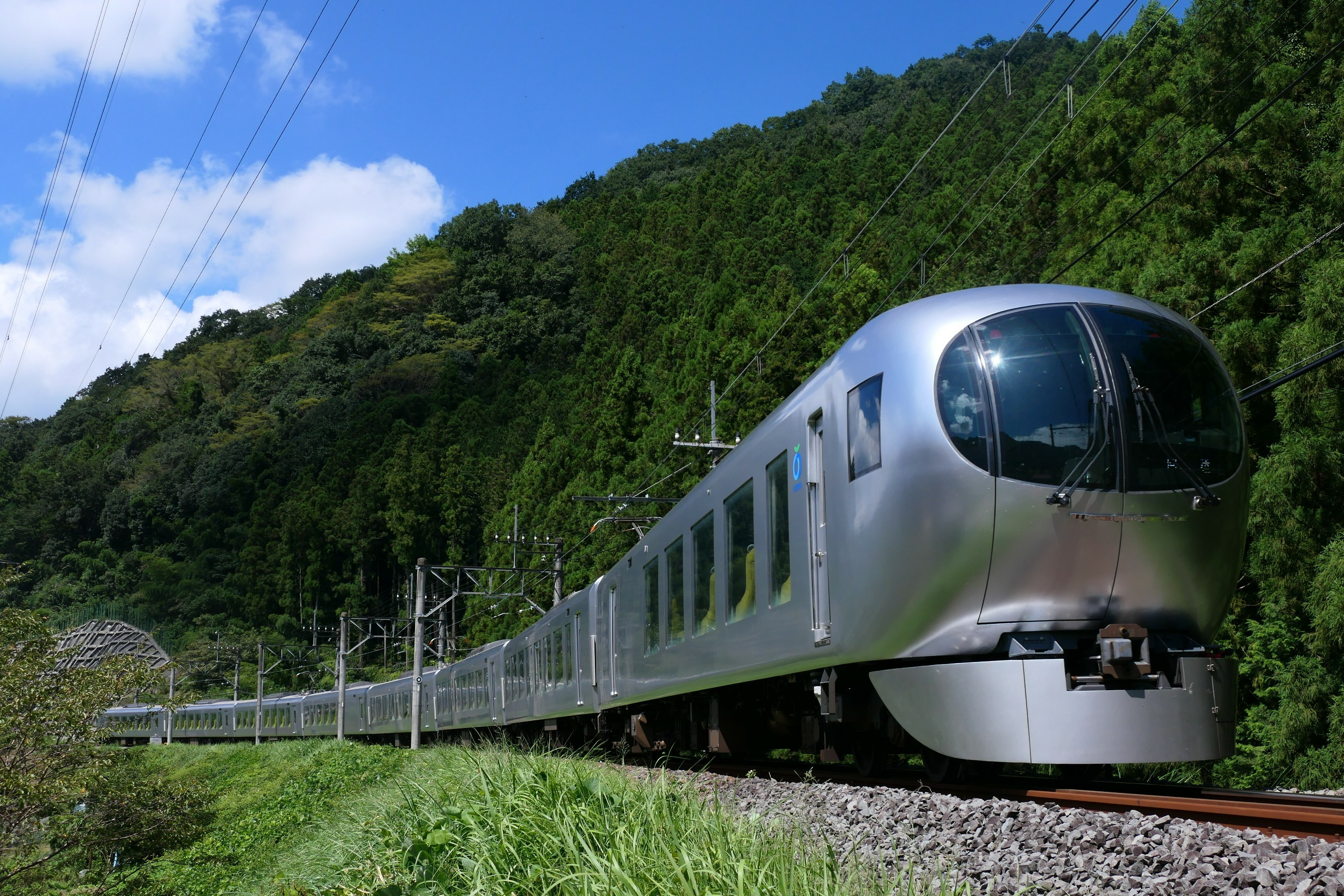
第63回ブルーリボン賞
西武鉄道001系電車

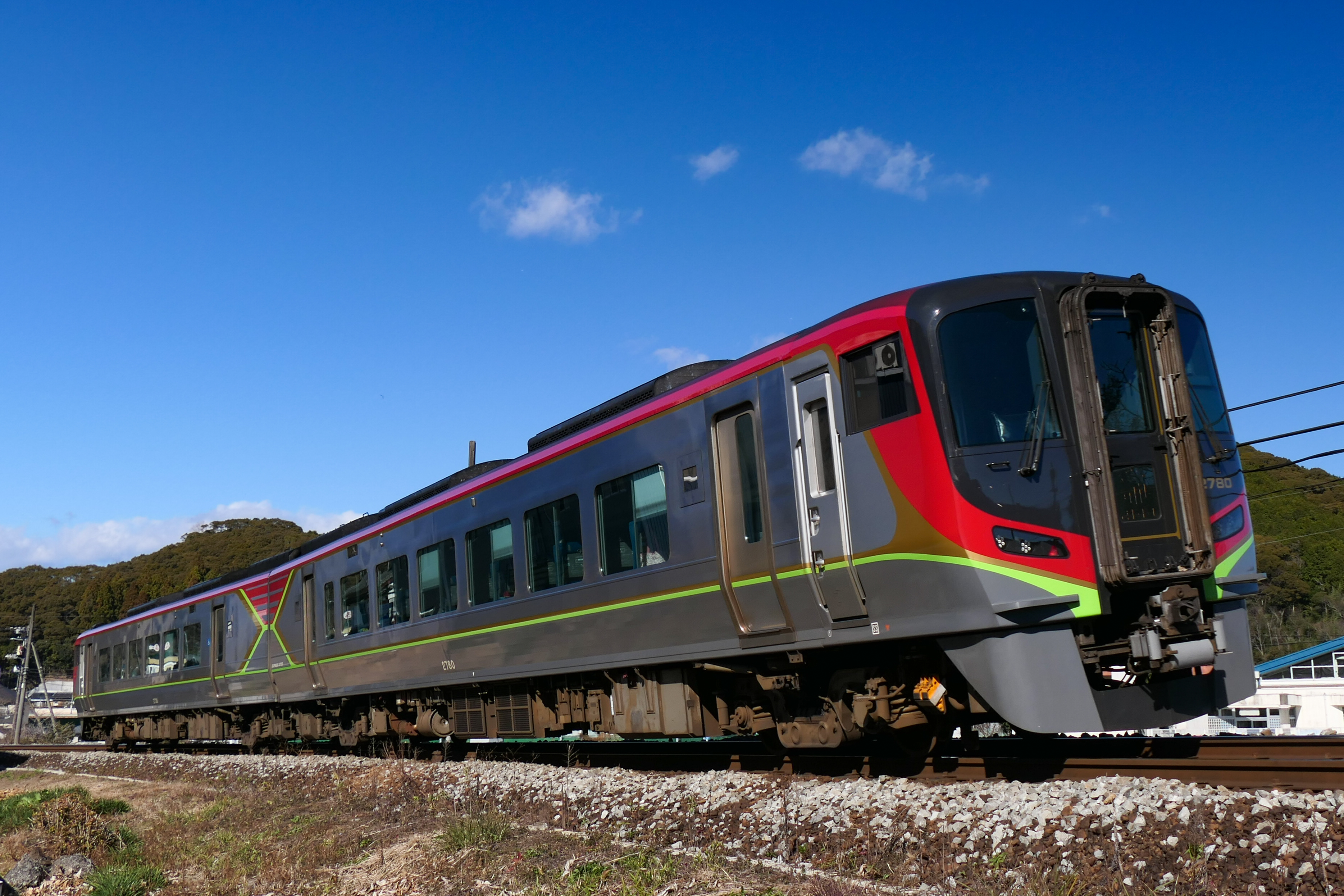
第60回ローレル賞
四国旅客鉄道2700系気動車

第63回ブルーリボン賞（だい63かいブルーリボンしょう）は、2020年に鉄道友の会が選定したブルーリボン賞である。本項では、第60回ローレル賞（だい60かいローレルしょう）についても併せて記す。

## 概要
日本国内で使用する鉄道・軌道車両のうち、2019年1月1日から12月31日までの間に日本国内で営業運転に就いた新形式車両またはそれとみなせる車両で、候補車両決定の時点で現に営業をしていることを概ねの要件とする選定候補車両16車種のなかから、ブルーリボン賞・ローレル賞各1形式が選定された。

## 選定車両

### ブルーリボン賞
- 西武鉄道 001系電車（Laview）
  - 有効投票総数3150票のうち最高得票の756票により選定[1]。

### ローレル賞
- 四国旅客鉄道 2700系気動車

## 候補車両
鉄道友の会ブルーリボン賞・ローレル賞選考委員会が、候補車両とした16車種。
| 会社名         | 車両形式                               |
| -------------- | -------------------------------------- |
| 東日本旅客鉄道 | GV-E400系気動車                        |
| 日本貨物鉄道   | DD200形ディーゼル機関車                |
| 西武鉄道       | 001系電車                              |
| 京成電鉄       | 3100形電車                             |
| 新京成電鉄     | 80000形電車                            |
| 東京地下鉄     | 2000系電車                             |
| 相模鉄道       | 12000系電車                            |
| 名古屋鉄道     | 9500系電車                             |
| 阪急電鉄       | 7000系電車「京とれいん雅洛」           |
| 南海電気鉄道   | N10形・20形客車                        |
| 神戸市交通局   | 6000形電車                             |
| 岡山電気軌道   | 9200形電車「おかでんチャギントン」     |
| 広島電鉄       | 5200形電車                             |
| 四国旅客鉄道   | 2700系気動車                           |
| 九州旅客鉄道   | 821系電車                              |
| 西日本鉄道     | 6050形電車「THE RAIL KITCHEN CHIKUGO」 |